# (3053) Dresden
(3053) Dresden est un astéroïde de la ceinture principale.

## Description
(3053) Dresden est un astéroïde de la ceinture principale. Il fut découvert le 18 août 1977 à Naoutchnyï par Nikolaï Tchernykh. Il présente une orbite caractérisée par un demi-grand axe de 2,38 UA, une excentricité de 0,21 et une inclinaison de 4,6° par rapport à l'écliptique.

## Compléments